# Leichtathletik-Europameisterschaften 1946/Speerwurf der Männer

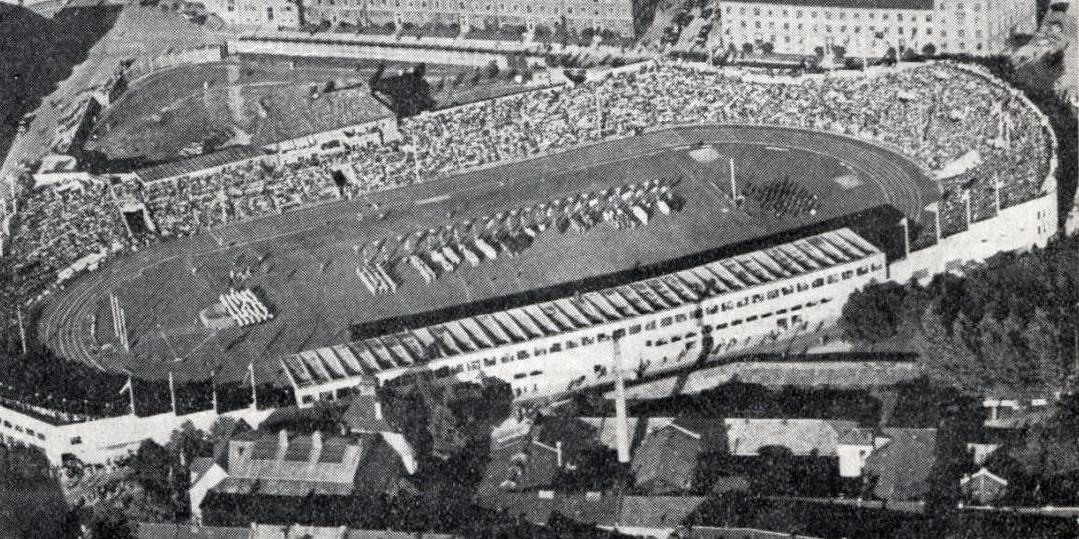
Das Bislett-Stadion in Oslo kurz nach den Europameisterschaften

Der Speerwurf der Männer bei den Leichtathletik-Europameisterschaften 1946 wurde am 25. August 1946 im Bislett-Stadion der norwegischen Hauptstadt Oslo ausgetragen.
In dieser Disziplin gab es mit Silber und Bronze zwei Medaillen für Finnland. Europameister wurde der Schwede Lennart Atterwall. Den zweiten Platz belegte Yrjö Nikkanen vor Tapio Rautavaara.

## Bestehende Rekorde
| Weltrekord           | 78,70 m | Yrjö Nikkanen  | Kotka, Finnland      | 16. Oktober 1938  |
| Europarekord         | 78,70 m | Yrjö Nikkanen  | Kotka, Finnland      | 16. Oktober 1938  |
| Meisterschaftsrekord | 76,87 m | Matti Järvinen | EM Paris, Frankreich | 3. September 1938 |

Der bestehende EM-Rekord wurde bei diesen Europameisterschaften nicht erreicht. Die größte Weite erzielte der schwedische Europameister Lennart Atterwall mit 68,74 m im Finale am 25. August, womit er den Meisterschaftsrekord um 8,07 m verfehlte. Gleichzeitig blieb er 9,96 m unter dem Europa- und Weltrekord.

## Qualifikation
25. August 1946, 10.00 Uhr
Für das Finale qualifizierten sich die ersten acht Athleten – hellblau unterlegt. Die erzielten Weiten gingen wie heute nicht in die Endwertung ein.
| Platz | Name               | Nation           | Weite (m) |
| ----- | ------------------ | ---------------- | --------- |
| 1     | Lennart Atterwall  | Schweden         | 67,21     |
| 2     | Yrjö Nikkanen      | Finnland         | 66,30     |
| 3     | Tapio Rautavaara   | Finnland         | 63,03     |
| 4     | Sven Daleflod      | Schweden         | 62,93     |
| 5     | Odd Mæhlum         | Norwegen         | 62,91     |
| 6     | Josef Neumann      | Schweiz          | 60,36     |
| 7     | Nico Lutkeveld     | Niederlande      | 60,07     |
| 8     | Lumír Kiesewetter  | Tschechoslowakei | 59,80     |
| 9     | Michael Salomonsen | Norwegen         | 58,74     |
| 10    | Jóel Sigurðsson    | Island           | 58,06     |
| 11    | Raymond Tissot     | Frankreich       | 57,63     |
| 12    | Pierre Sprecher    | Frankreich       | 55,22     |
| 13    | Oskar Ospelt       | Liechtenstein    | 45,11     |

## Finale
25. August 1946, 13.50 Uhr

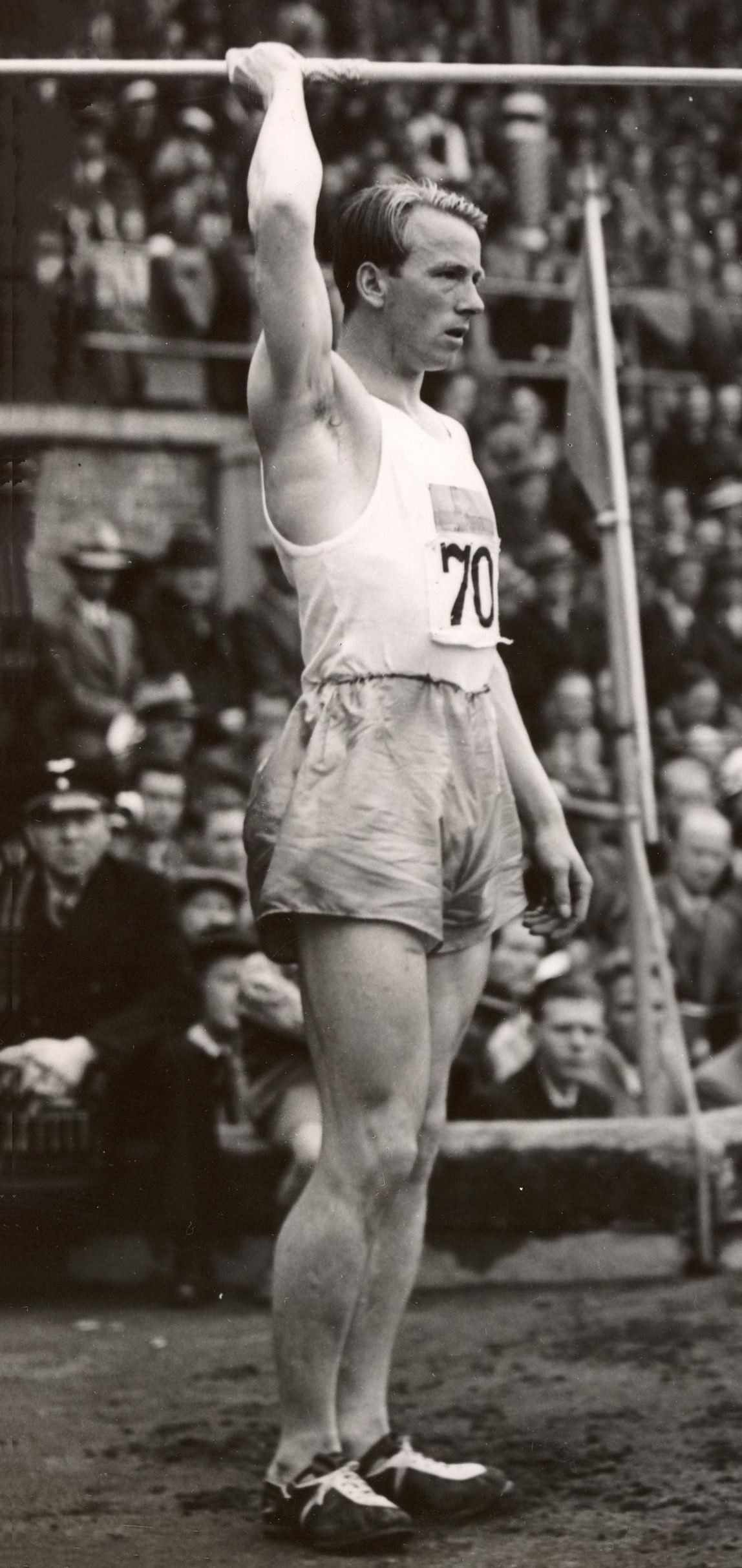
Lennart Atterwall wurde Europameister, blieb allerdings mehr als acht Meter unter Matti Järvinens Siegesweite von 1938
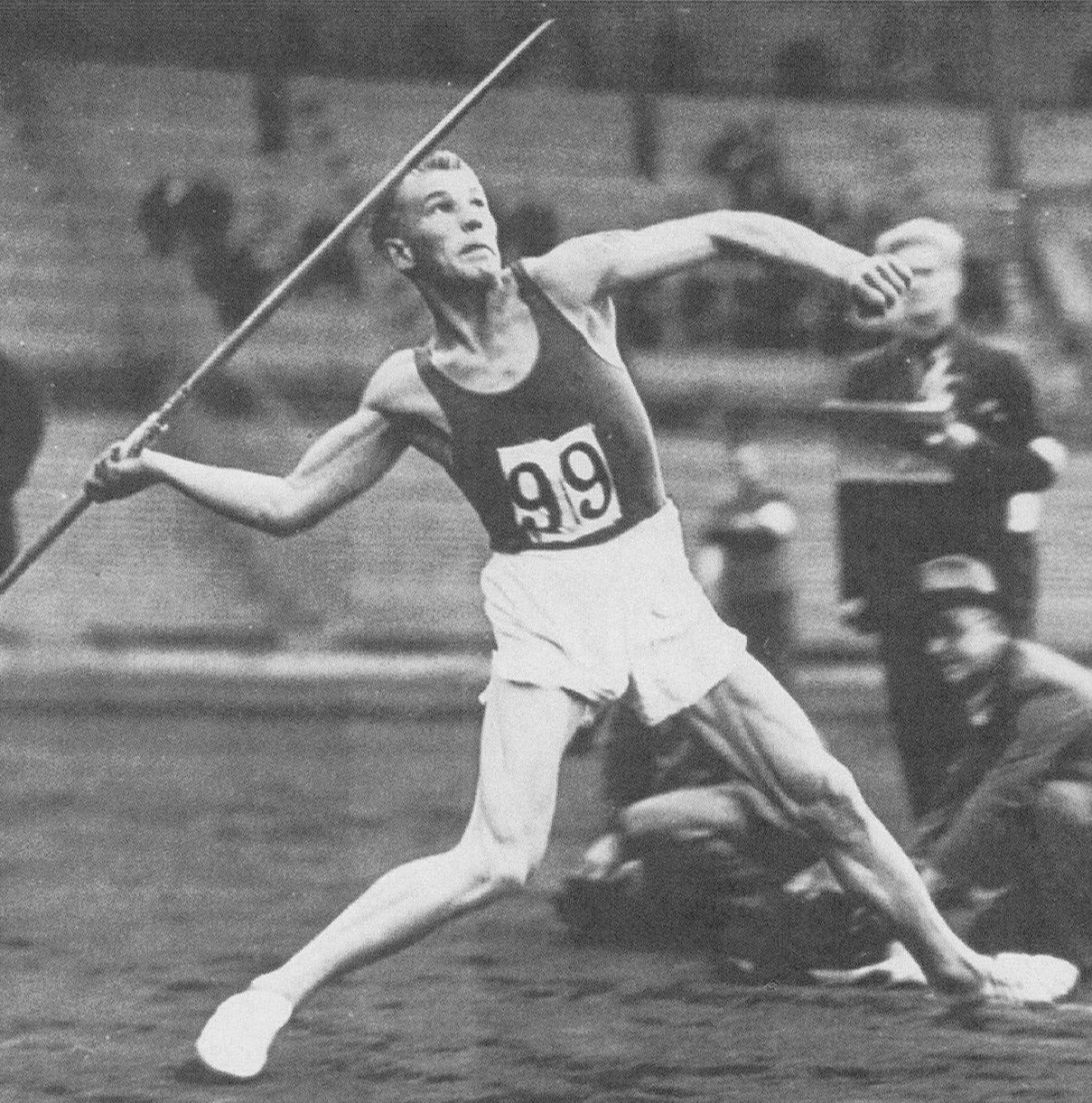
Weltrekordinhaber Yrjö Nikkanen hatte nicht mehr die ganz große Form vergangener Jahre und wurde Vizeeuropameister
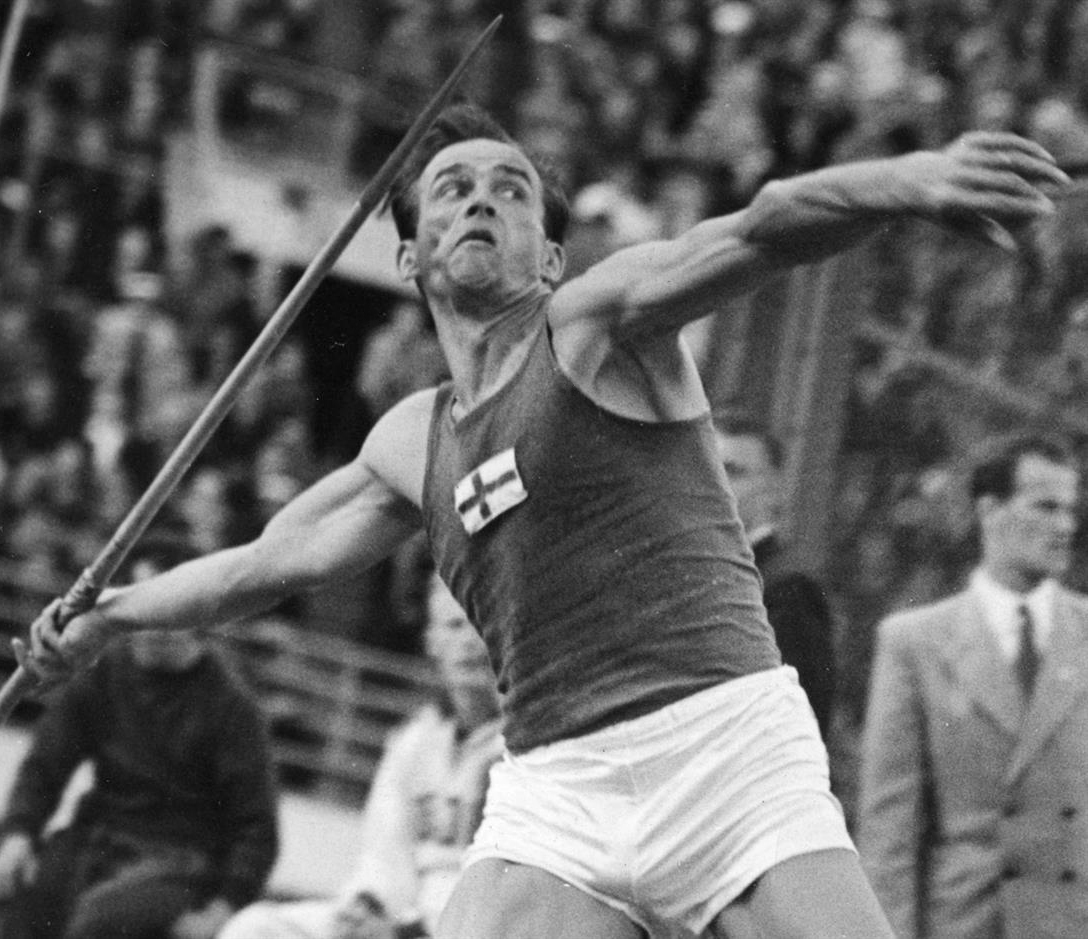
Bronzemedaillengewinner Tapio Rautavaara wurde zwei Jahre später Olympiasieger
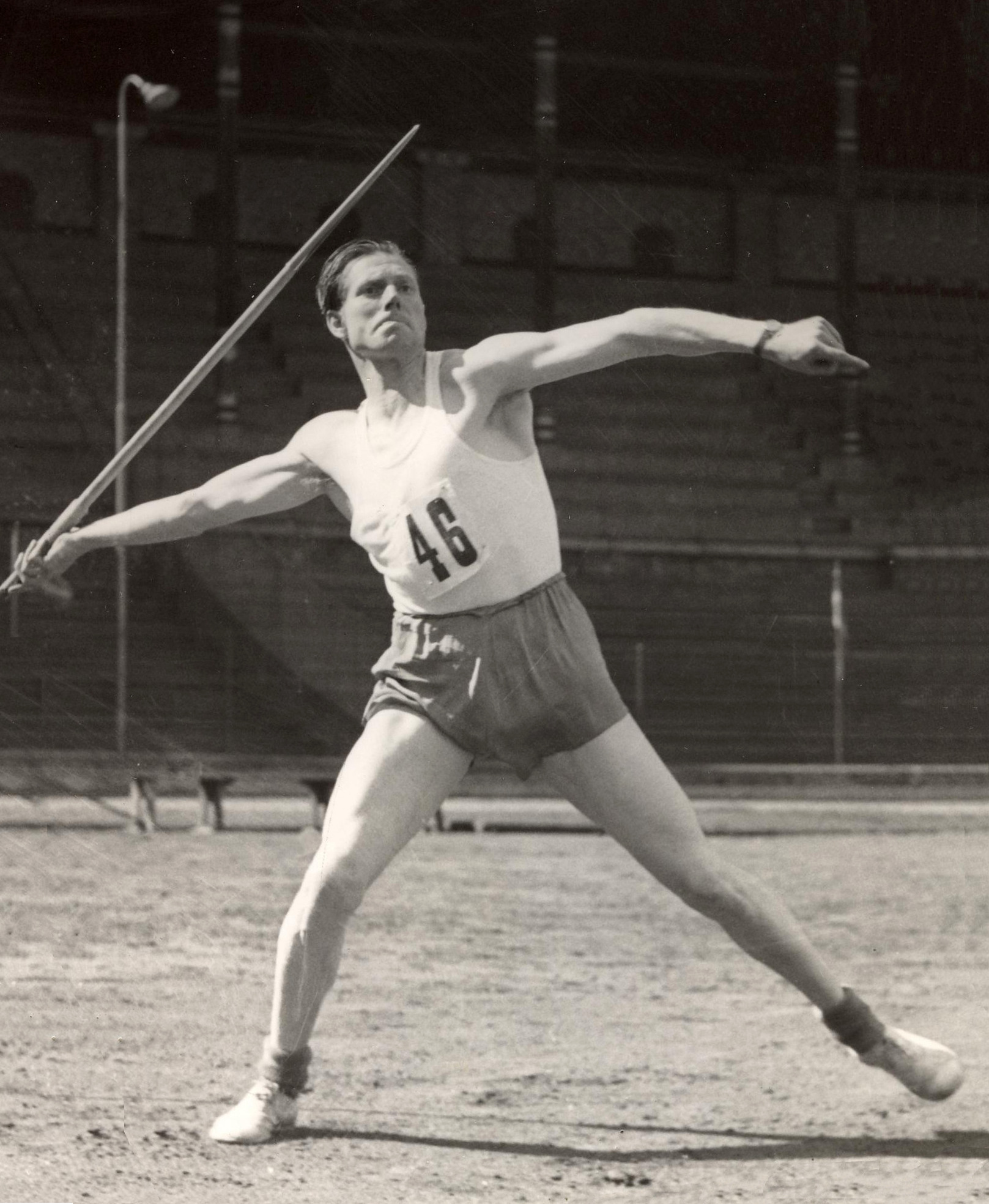
Sven Daleflod kam auf den fünften Platz

| Platz | Name              | Nation           | Weite (m) |
| ----- | ----------------- | ---------------- | --------- |
| 1     | Lennart Atterwall | Schweden         | 68,74     |
| 2     | Yrjö Nikkanen     | Finnland         | 67,50     |
| 3     | Tapio Rautavaara  | Finnland         | 66,40     |
| 4     | Odd Mæhlum        | Norwegen         | 66,37     |
| 5     | Sven Daleflod     | Schweden         | 64,79     |
| 6     | Josef Neumann     | Schweiz          | 62,48     |
| 7     | Lumír Kiesewetter | Tschechoslowakei | 59,91     |
| 8     | Nico Lutkeveld    | Niederlande      | 59,50     |